# علي بن حميد الفرعي
هو الشيخ علي بن حميد بن أحمد بن علي بن ناصر بن حسين بن الشيخ حسن بن سالم أبو مجلي الخطي.

## ولادته ونشأته
ولد الشيخ علي بن حميد الفرعي في مدينة أبو ضباع بوادي الفرع، وكانت ولادته في سنة 1347هـ. وقد عرف بعزوفه من بين كل أقرانه عن الدنيا ومتطلباتها ووهب نفسه لله تعالى، ولذا توجه إلى طلب العلم في مدينة النجف وله من العمر 28 سنة وكان ذلك في العام 1375هـ حيث قضى هناك 35 عاماً طالباً للعلم.

## أساتذته
تلقى العلم على أيدي علماء كبار في (المدرسة المهدية) بحي المشراق نذكر منهم:
1- الشيخ عبد الهادي الساعدي.
2- الشيخ محسن الغروي.
3- الشيخ محمد علي السعدي.

## وكالته الشرعية لعدد من مراجع التقليد
كان الراحل الشيخ الفرعي وكيلاً للعديد من أبرز المرجعيات الشيعية وهم:
1- الشيخ مهدي الغروي.
2- السيد محسن الحكيم.
3- السيد أبو القاسم الخوئي.
4- السيد محمد رضا الكلبيكاني.
5- الشيخ محمد علي الأراكي.
6- السيد علي الخامنئي.
7- السيد علي السيستاني.

## رواية الحديث
حصل على إجازة في رواية الحديث من الشيخ الطهراني.

## نسبه
الجدير بالذكر أن الفرعي من عائلة علمية تعود أصولها إلى مدينة القطيف وهذه نبذة مختصرة عن نسبه:
هو الشيخ علي بن حميد بن أحمد بن علي بن ناصر بن حسين بن الشيخ حسن بن سالم أبو مجلي الخطي.

## نبذة عن جده الشيخ حسن بن مجلي
الشيخ حسن بن سالم أبو مجلي الخطي وهو عالم دين في العلوم الدينية ومن أعلام القرن الثاني عشر الهجري ونال شهرة واسعة بتخميسه لقصيدة السيد الحميري المعروفة. جاء لوادي الفرع واستقر بها قادما من مدينة القطيف في بداية القرن الثاني عشر الهجري على حسب ما ظهر لنا من بعض الوثائق وبقي في وادي الفروع إلى أن توفي وقبره موجود في تلعة تسمى القاخة وهي أحد روافد وادي تعهن. ولقد ذكر الشيخ فرج العمران القطيفي تقديماً على تخميس ابن مجلي الخطي في صفحة 19 تعريفا لناظم التخميس قال: «هو العالم الفاضل والشاعر والأديب الشيخ حسن بن مجلي الخطي والظاهر أنه أحد أعلام القرن الثالث عشر الهجري وكان يسكن قرية (باب الشمال) من القطيف وقد أراني منزله الشيخ الفاضل حسين ابن العلامة الشيخ علي صاحب أنوار البدرين واقعاً شمالا غرباً عن مسجد الشيخ علي بن يعقوب وهو آنذاك خربة وفيه بعض النخيل. وذكر لي أن صاحب المنزل جرت عليه حوادث أصبح بسببها ابن مجلي وهاجر إلى الفرع بين مكة والمدينة، قال: وله فيها ذرية..». وكان يطلق على ذرية الشيخ حسن بن مجلي الموجودين في الفرع اسم الشيوخ واليوم يعرفون بالنواصرة لأنهم ينتسبون إلى جدهم ناصر بن حسين بن الشيخ حسن أبو مجلي ومن ذريتة علماء وهم:
1. ابنه الشيخ محمد، وله مؤلف (توضيح المسالك في المناسك).
2. حفيده الشيخ علي بن عبد الله بن الشيخ محمد (آنف الذكر). وكان عالما عرفانيا من تلاميذ الشيخ الأنصاري.
3. الشيخ علي بن أحمد بن علي بن ناصر.
4. الشيخ علي بن حميد المترجم له.

## وفاته
توفي في ليلة الجمعة الموافقة 8/3/1432هـ والموافق 11/2/2011م. وكان الشيخ علي بن حميد الفرعي أبرز رجال الدين الشيعة في منطقة وادي الفرع، توفي عن عمر ناهز الخمس والثمانين عاماً بعد معاناة مرضية.
وظل الفقيد الراحل حتى آخر لحظات حياته قائماً بواجباته الدينية لا سيما صلاة الجماعة والاهتمام بشئون المؤمنين وتعاهد الحج والعمرة وتربطه علاقة طيبة بالمجتمع السني من جيرانه حيث كان داعماً مؤيداً للتعايش والاعتدال ولقد كان يقصده في بيته العامر ومزرعته جملة من المؤمنين والعلماء من المناطق المختلفة ولقد عرف عن الراحل تعلقه الشديد بالزراعة ولقد كان يعتني بمزرعته بنفسه وكثيراً ما يجده زواره عاملاً في مزرعته بكل تواضع.

## مقتطفات من حياته
- كان شديد التعلق بأهل البيت ومراقدهم الطاهرة فقد كان لا يغيب عنها أبداً.
- تشرف الشيخ بزيارة القدس الشريف في عام 1375 هـ.
- كان شديداً في الحق لا تأخذه في الله لومة لائم أبداً.
- كان مقيماً لصلاة الجماعة وداعياً لها ولم يتركها حتى في آخر ليلة من عمره التي كانت ليلة الجمعة الموافقة: 8/3/1432هـ.
- كان حريصاً ودقيقاً في نقل الفتوى شديد الحيطة في ذلك.
- كان صواماً وخاصة في أواخر عمره، فقد كان يصوم كل يوم بلا انقطاع حتى مع هجير الصيف، ومن زاره يرى أثر الذبول في شفتيه من كثرة الصيام رغم عمره الكبير.
- كان دمث الأخلاق وخاصة مع الأطفال حيث يستقبلهم بأجمل الكلمات: «أهلاً بالورود أهلاً بالزهور» مما جعل له جاذبية خاصة عند الصغار قبل الكبار.
- كما جمع الشيخ بين العلوم الشرعية والمعرفة بعلم الأنساب (قبائل المنطقة), فقد كان حجة في هذا المضمار وصاحب دراية عميقة وإحاطة واسعة بقبائل وادي الفرع، إلا أنه لم يكتب ولم يدون شيئاً بل اكتفى بتقديم المعلومات في مواردها أثناء الجلسات التي تجمعه بالناس.
- ومما تميز به الشيخ العمل والكد من أجل تحصيل مؤونته، فقد واصل مزاولة العمل في الزراعة في بستانه القريب من منزله إلى آخر سني حياته ليأكل رزقه من كدّ يده، ويجسد حقيقة العالم الرباني الذي يعي أن العلم والعبادة حركة في ميادين الحياة لرفع العوز عن النفس والغير، وصيانة للوجه عن التوجه إلى غير الله، فقد عاش عزيزاً لم يشغل الناس بهمه بل اشتغل بهمومهم وانبرى لمؤازرتهم فكان لهم ملاذاً وموئلاً ومقصداً ومورداً.